# Světový pohár v rychlobruslení 2011/2012
Světový pohár v rychlobruslení 2011/2012 byl 27. ročník Světového poháru v rychlobruslení. Konal se v období od 18. listopadu 2011 do 11. března 2012. Soutěž byla organizována Mezinárodní bruslařskou unií (ISU).
Zcela nově byl do soutěže zařazen závod s hromadným startem, ukázkově byl na dvou mítincích předveden i týmový sprint. Novinkou bylo též zavedení celkového hodnocení výsledků ze všech disciplín, tzv. Grand World Cupu.

## Kalendář
| Místo          | Datum                  | 500 m | 1000 m | 1500 m | 3 km/5 km | 5 km/10 km | hromadný start | stíhací závod | týmový sprint1 |
| -------------- | ---------------------- | ----- | ------ | ------ | --------- | ---------- | -------------- | ------------- | -------------- |
| Čeljabinsk     | 18.–20. listopadu 2011 | 2×    | 1×     | 1×     | 1×        |            |                | 1×            |                |
| Astana         | 25.–27. listopadu 2011 | 2×    | 1×     | 1×     | 1×        |            | 1×             |               |                |
| Heerenveen     | 2.–4. prosince 2011    | 2×    | 1×     | 1×     |           | 1×         |                | 1×            | 1×             |
| Salt Lake City | 21.–22. ledna 2012     | 2×    | 2×     |        |           |            |                |               |                |
| Hamar          | 11.–12. února 2012     |       |        | 1×     | 1×        |            |                | 1×            |                |
| Heerenveen     | 2.–4. března 2012      | 2×    | 1×     | 1×     |           | 1×         | 1×             |               | 1×             |
| Berlín         | 9.–11. března 2012     | 2×    | 1×     | 1×     | 1×        |            | 1×             | 1×            |                |

1 pouze ukázková disciplína

## Muži

### 500 m
| Místo            | 1. místo          | Čas      | 2. místo          | Čas      | 3. místo          | Čas      |
| ---------------- | ----------------- | -------- | ----------------- | -------- | ----------------- | -------- |
| Čeljabinsk 1     | Pekka Koskela     | 35,00    | Jan Smeekens      | 35,01    | Júja Oikawa       | 35,07    |
| Čeljabinsk 2     | Džódži Kató       | 34,92    | Mo Tche-pom       | 35,01    | Júja Oikawa       | 35,14    |
| Astana 1         | Mo Tche-pom       | 34,89    | Tucker Fredricks  | 34,94    | Stefan Groothuis  | 35,01    |
| Astana 2         | Jan Smeekens      | 35,05    | Mo Tche-pom       | 35,06    | Tucker Fredricks  | 35,19    |
| Heerenveen 1     | Tucker Fredricks  | 34,98    | Džódži Kató       | 35,07    | Mo Tche-pom       | 35,08    |
| Heerenveen 2     | Pekka Koskela     | 35,01    | Džódži Kató       | 35,02    | Jesper Hospes     | 35,06    |
| Salt Lake City 1 | Keiičiró Nagašima | 34,37    | Jan Smeekens      | 34,40    | Tucker Fredricks  | 34,45    |
| Salt Lake City 2 | Dmitrij Lobkov    | 34,54    | Keiičiró Nagašima | 34,57    | Tucker Fredricks  | 34,60    |
| Heerenveen 1     | Dmitrij Lobkov    | 35,11    | Hein Otterspeer   | 35,14    | Keiičiró Nagašima | 35,20    |
| Heerenveen 2     | Tucker Fredricks  | 35,05    | Michel Mulder     | 35,12    | Džódži Kató       | 35,16    |
| Berlín 1         | Jamie Gregg       | 35,06    | Pekka Koskela     | 35,07    | Mo Tche-pom       | 35,17    |
| Berlín 2         | Michel Mulder     | 35,01    | Mo Tche-pom       | 35,04    | Jan Smeekens      | 35,08    |
|                  |                   |          |                   |          |                   |          |
| Celkové pořadí   | Mo Tche-pom       | 702 bodů | Pekka Koskela     | 674 bodů | Tucker Fredricks  | 646 bodů |

### 1000 m
| Místo            | 1. místo         | Čas      | 2. místo         | Čas      | 3. místo         | Čas      |
| ---------------- | ---------------- | -------- | ---------------- | -------- | ---------------- | -------- |
| Čeljabinsk       | Stefan Groothuis | 1:08,49  | Kjeld Nuis       | 1:08,56  | Denny Morrison   | 1:09,26  |
| Astana           | Stefan Groothuis | 1:08,85  | Kjeld Nuis       | 1:08,92  | Mo Tche-pom      | 1:09,29  |
| Heerenveen       | Kjeld Nuis       | 1:08,64  | Sjoerd de Vries  | 1:09,14  | Mo Tche-pom      | 1:09,18  |
| Salt Lake City 1 | Shani Davis      | 1:07,20  | Denny Morrison   | 1:07,39  | Stefan Groothuis | 1:07,45  |
| Salt Lake City 2 | Shani Davis      | 1:07,69  | Stefan Groothuis | 1:07,94  | Pekka Koskela    | 1:08,17  |
| Heerenveen       | Shani Davis      | 1:08,88  | Stefan Groothuis | 1:09,00  | Kjeld Nuis       | 1:09,05  |
| Berlín           | Shani Davis      | 1:09,24  | Kjeld Nuis       | 1:09,36  | Mo Tche-pom      | 1:09,37  |
|                  |                  |          |                  |          |                  |          |
| Celkové pořadí   | Shani Davis      | 600 bodů | Stefan Groothuis | 580 bodů | Kjeld Nuis       | 486 bodů |

### 1500 m
| Místo          | 1. místo           | Čas      | 2. místo       | Čas      | 3. místo         | Čas         | Příp. další česká účast   | Čas     |
| -------------- | ------------------ | -------- | -------------- | -------- | ---------------- | ----------- | ------------------------- | ------- |
| Čeljabinsk     | Stefan Groothuis   | 1:45,70  | Shani Davis    | 1:46,27  | Ivan Skobrev     | 1:46,47     | 22. (div. B) Milan Sáblík | 1:53,88 |
| Astana         | Wouter olde Heuvel | 1:45,69  | Denny Morrison | 1:45,80  | Håvard Bøkko     | 1:45,97     | 21. (div. B) Milan Sáblík | 1:52,50 |
| Heerenveen     | Ivan Skobrev       | 1:45,81  | Kjeld Nuis     | 1:45,99  | Håvard Bøkko     | 1:46,49     | 21. (div. B) Milan Sáblík | 1:52,36 |
| Hamar          | Shani Davis        | 1:47,08  | Håvard Bøkko   | 1:47,21  | Stefan Groothuis | 1:47,55     | 22. (div. B) Milan Sáblík | 1:53,81 |
| Heerenveen     | Shani Davis        | 1:46,89  | Kjeld Nuis     | 1:46,98  | Håvard Bøkko     | 1:47,21     | 21. (div. B) Milan Sáblík | 1:54,06 |
| Berlín         | Håvard Bøkko       | 1:47,49  | Kjeld Nuis     | 1:47,69  | Koen Verweij     | 1:47,72 (7) | —                         | —       |
|                |                    |          |                |          |                  |             |                           |         |
| Celkové pořadí | Håvard Bøkko       | 472 bodů | Kjeld Nuis     | 430 bodů | Shani Davis      | 425 bodů    | 49. Milan Sáblík          | 0 bodů  |

### 5000 m/10 000 m
| Místo          | Disciplína     | 1. místo       | Čas      | 2. místo       | Čas      | 3. místo        | Čas      | Příp. další česká účast                | Čas     |
| -------------- | -------------- | -------------- | -------- | -------------- | -------- | --------------- | -------- | -------------------------------------- | ------- |
| Čeljabinsk     | 5000 m         | Jorrit Bergsma | 6:18,74  | Sven Kramer    | 6:20,60  | Bob de Jong     | 6:21,96  | 20. (div. B) Zdeněk Haselberger        | 6:53,42 |
| Astana         | 5000 m         | Sven Kramer    | 6:13,83  | Jorrit Bergsma | 6:15,40  | Alexis Contin   | 6:17,43  | 18. (div. B) Zdeněk Haselberger        | 6:42,17 |
| Heerenveen     | 10 000 m       | Jorrit Bergsma | 12:50,33 | Bob de Jong    | 12:55,11 | Bob de Vries    | 13:03,41 | —                                      | —       |
| Hamar          | 5000 m         | Bob de Jong    | 6:21,23  | Sven Kramer    | 6:21,87  | Jan Blokhuijsen | 6:22,47  | 23. (div. B) Pavel Kulma               | DSQ     |
| Heerenveen     | 10 000 m       | Bob de Jong    | 12:58,47 | Jorrit Bergsma | 12:59,34 | Håvard Bøkko    | 13:11,95 | —                                      | —       |
| Berlín         | 5000 m         | Sven Kramer    | 6:14,69  | Bob de Jong    | 6:17,83  | Jonathan Kuck   | 6:19,98  | —                                      | —       |
|                |                |                |          |                |          |                 |          |                                        |         |
| Celkové pořadí | Celkové pořadí | Bob de Jong    | 510 bodů | Sven Kramer    | 440 bodů | Jorrit Bergsma  | 435 bodů | 51. Pavel Kulma 51. Zdeněk Haselberger | 0 bodů  |

### Závod s hromadným startem
| Astana         | I Sung-hun     | 25 b. (9:40,51)  | Jonathan Kuck    | 15 b. (9:40,67)  | Ču Hjong-čun     | 10 b. (9:40,81)  | 18. Zdeněk Haselberger 24. Milan Sáblík 25. Pavel Kulma | 0 b. (9:49,99) 0 b. (10:14,07) DNF |  |  |  |  |  |  |  |  |  |  |
| Heerenveen     | Jonathan Kuck  | 25 b. (10:09,89) | Arjan Stroetinga | 15 b. (10:10,25) | Alexis Contin    | 10 b. (10:10,31) | —                                                       | —                                  |  |  |  |  |  |  |  |  |  |  |
| Berlín         | Jorrit Bergsma | 30 b. (10:39,27) | Alexis Contin    | 15 b. (10:43,14) | Arjan Stroetinga | 10 b. (10:43,82) | —                                                       | —                                  |  |  |  |  |  |  |  |  |  |  |
|                |                |                  |                  |                  |                  |                  |                                                         |                                    |  |  |  |  |  |  |  |  |  |  |
| Celkové pořadí | Alexis Contin  | 250 bodů         | Jorrit Bergsma   | 212 bodů         | Jonathan Kuck    | 196 bodů         | 26. Zdeněk Haselberger 36. Milan Sáblík 38. Pavel Kulma | 8 bodů 1 bod 0 bodů                |  |  |  |  |  |  |  |  |  |  |

### Stíhací závod družstev
| Místo          | 1. místo                                                  | Čas      | 2. místo                                        | Čas      | 3. místo                                                  | Čas      | Příp. další česká účast                               | Čas     |
| -------------- | --------------------------------------------------------- | -------- | ----------------------------------------------- | -------- | --------------------------------------------------------- | -------- | ----------------------------------------------------- | ------- |
| Čeljabinsk     | Nizozemsko Sven Kramer Jan Blokhuijsen Wouter olde Heuvel | 3:41,25  | USA Shani Davis Jonathan Kuck Brian Hansen      | 3:44,52  | Německo Patrick Beckert Marco Weber Alexej Baumgärtner    | 3:45,29  | 12. Česko Zdeněk Haselberger Pavel Kulma Milan Sáblík | 4:00,82 |
| Heerenveen     | Nizozemsko Sven Kramer Wouter olde Heuvel Jan Blokhuijsen | 3:42,35  | Jižní Korea I Sung-hun Ko Pjong-uk Ču Hjong-čun | 3:43,82  | Německo Patrick Beckert Alexej Baumgärtner Marco Weber    | 3:45,28  | 9. Česko Pavel Kulma Zdeněk Haselberger Milan Sáblík  | 3:59,26 |
| Hamar          | Rusko Ivan Skobrev Jevgenij Lalenkov Denis Juskov         | 3:45,42  | Jižní Korea Ču Hjong-čun Ko Pjong-uk I Sung-hun | 3:46,68  | Německo Robert Lehmann Alexej Baumgärtner Patrick Beckert | 3:46,87  | 10. Česko Zdeněk Haselberger Pavel Kulma Milan Sáblík | 4:01,39 |
| Berlín         | Nizozemsko Koen Verweij Jan Blokhuijsen Douwe de Vries    | 3:43,94  | Jižní Korea I Sung-hun Ču Hjong-čun Ko Pjong-uk | 3:44,04  | USA Shani Davis Brian Hansen Jonathan Kuck                | 3:45,44  | —                                                     | —       |
|                |                                                           |          |                                                 |          |                                                           |          |                                                       |         |
| Celkové pořadí | Nizozemsko                                                | 374 bodů | Jižní Korea                                     | 340 bodů | Německo                                                   | 300 bodů | 10. Česko                                             | 81 bodů |

## Ženy

### 500 m
| Místo            | 1. místo      | Čas       | 2. místo                        | Čas       | 3. místo               | Čas      | Příp. další česká účast                              | Čas             |
| ---------------- | ------------- | --------- | ------------------------------- | --------- | ---------------------- | -------- | ---------------------------------------------------- | --------------- |
| Čeljabinsk 1     | Jü Ťing       | 37,81     | Maki Cudžiová Thijsje Oenemaová | 38,22 (3) | —                      | —        | 4. (div. B) Karolína Erbanová                        | 39,33           |
| Čeljabinsk 2     | Jü Ťing       | 37,65     | I Sang-hwa                      | 38,09     | Jenny Wolfová          | 38,22    | 1. (div. B) Karolína Erbanová                        | 38,92           |
| Astana 1         | I Sang-hwa    | 37,78     | Jenny Wolfová                   | 38,04     | Thijsje Oenemaová      | 38,22    | 9. Karolína Erbanová                                 | 38,55 (1)       |
| Astana 2         | Jenny Wolfová | 37,98 (4) | I Sang-hwa                      | 37,98 (5) | Nao Kodairaová         | 37,99    | 10. Karolína Erbanová 11. (div. B) Martina Sáblíková | 38,55 41,17     |
| Heerenveen 1     | Jü Ťing       | 37,84     | I Sang-hwa                      | 37,91     | Wang Pej-sing          | 38,17    | 14. Karolína Erbanová                                | 38,86           |
| Heerenveen 2     | Jü Ťing       | 37,67     | Jenny Wolfová                   | 38,19     | Laurine van Riessenová | 38,20    | 6. Karolína Erbanová                                 | 38,38           |
| Salt Lake City 1 | I Sang-hwa    | 37,36     | Nao Kodairaová                  | 37,42     | Heather Richardsonová  | 37,58    | —                                                    | —               |
| Salt Lake City 2 | I Sang-hwa    | 37,27     | Jü Ťing                         | 37,51     | Jenny Wolfová          | 37,62    | —                                                    | —               |
| Heerenveen 1     | Jü Ťing       | 38,03     | Margot Boerová                  | 38,30     | Heather Richardsonová  | 38,51    | —                                                    | —               |
| Heerenveen 2     | Jenny Wolfová | 37,93     | Jü Ťing                         | 38,01     | Heather Richardsonová  | 38,28    | —                                                    | —               |
| Berlín 1         | Jü Ťing       | 37,94     | I Sang-hwa                      | 38,00     | Jenny Wolfová          | 38,37    | 13. Karolína Erbanová                                | 38,78 (7)       |
| Berlín 2         | Jü Ťing       | 37,63     | I Sang-hwa                      | 37,66     | Christine Nesbittová   | 38,17    | 20. Karolína Erbanová                                | 39,05 (9)       |
|                  |               |           |                                 |           |                        |          |                                                      |                 |
| Celkové pořadí   | Jü Ťing       | 960 bodů  | I Sang-hwa                      | 890 bodů  | Jenny Wolfová          | 869 bodů | 17. Karolína Erbanová 44. Martina Sáblíková          | 180 bodů 0 bodů |

### 1000 m
| Místo            | 1. místo               | Čas      | 2. místo              | Čas         | 3. místo               | Čas         | Příp. další česká účast                             | Čas             |
| ---------------- | ---------------------- | -------- | --------------------- | ----------- | ---------------------- | ----------- | --------------------------------------------------- | --------------- |
| Čeljabinsk       | Christine Nesbittová   | 1:15,97  | Margot Boerová        | 1:16,52     | Marrit Leenstraová     | 1:16,77     | 2. (div. B) Karolína Erbanová                       | 1:17,00         |
| Astana           | Christine Nesbittová   | 1:14,82  | Thijsje Oenemaová     | 1:16,12 (0) | Margot Boerová         | 1:16,12 (7) | 6. Karolína Erbanová 11. (div. B) Martina Sáblíková | 1:16,39 1:19,37 |
| Heerenveen       | Christine Nesbittová   | 1:15,32  | Jü Ťing               | 1:15,85     | Jekatěrina Šichovová   | 1:16,16     | 4. Karolína Erbanová                                | 1:16,20         |
| Salt Lake City 1 | Christine Nesbittová   | 1:13,36  | Heather Richardsonová | 1:13,99     | Ireen Wüstová          | 1:14,51     | —                                                   | —               |
| Salt Lake City 2 | Laurine van Riessenová | 1:14,21  | Marrit Leenstraová    | 1:14,41     | Monique Angermüllerová | 1:14,83     | —                                                   | —               |
| Heerenveen       | Heather Richardsonová  | 1:15,82  | Ireen Wüstová         | 1:16,48     | Marrit Leenstraová     | 1:16,54     | —                                                   | —               |
| Berlín           | Christine Nesbittová   | 1:15,04  | Heather Richardsonová | 1:15,77     | Čang Chung             | 1:15,83     | —                                                   | —               |
|                  |                        |          |                       |             |                        |             |                                                     |                 |
| Celkové pořadí   | Christine Nesbittová   | 550 bodů | Heather Richardsonová | 459 bodů    | Marrit Leenstraová     | 420 bodů    | 18. Karolína Erbanová 48. Martina Sáblíková         | 124 bodů 0 bodů |

### 1500 m
| Místo          | 1. místo             | Čas      | 2. místo             | Čas      | 3. místo             | Čas      | Příp. další česká účast                             | Čas                 |
| -------------- | -------------------- | -------- | -------------------- | -------- | -------------------- | -------- | --------------------------------------------------- | ------------------- |
| Čeljabinsk     | Ireen Wüstová        | 1:57,02  | Christine Nesbittová | 1:57,44  | Marrit Leenstraová   | 1:58,27  | 12. Martina Sáblíková 7. (div. B) Karolína Erbanová | 1:59,80 2:01,70 (6) |
| Astana         | Christine Nesbittová | 1:56,10  | Claudia Pechsteinová | 1:56,77  | Ireen Wüstová        | 1:57,00  | 4. Martina Sáblíková                                | 1:57,41             |
| Heerenveen     | Christine Nesbittová | 1:55,68  | Ireen Wüstová        | 1:57,15  | Jekatěrina Šichovová | 1:57,17  | 5. Martina Sáblíková                                | 1:57,31             |
| Hamar          | Ireen Wüstová        | 1:56,99  | Christine Nesbittová | 1:57,03  | Marrit Leenstraová   | 1:57,59  | 7. Martina Sáblíková 4. (div. B) Karolína Erbanová  | 1:59,18 2:02,20     |
| Heerenveen     | Ireen Wüstová        | 1:56,01  | Marrit Leenstraová   | 1:57,35  | Diane Valkenburgová  | 1:58,05  | —                                                   | —                   |
| Berlín         | Christine Nesbittová | 1:56,77  | Marrit Leenstraová   | 1:56,93  | Martina Sáblíková    | 1:57,36  | —                                                   | —                   |
|                |                      |          |                      |          |                      |          |                                                     |                     |
| Celkové pořadí | Christine Nesbittová | 510 bodů | Ireen Wüstová        | 450 bodů | Marrit Leenstraová   | 401 bodů | 4. Martina Sáblíková 37. Karolína Erbanová          | 276 bodů 15 bodů    |

### 3000 m/5000 m
| Místo          | Disciplína     | 1. místo          | Čas      | 2. místo             | Čas      | 3. místo             | Čas      | Příp. další česká účast        | Čas     |
| -------------- | -------------- | ----------------- | -------- | -------------------- | -------- | -------------------- | -------- | ------------------------------ | ------- |
| Čeljabinsk     | 3000 m         | Martina Sáblíková | 4:06,54  | Ireen Wüstová        | 4:07,16  | Claudia Pechsteinová | 4:07,81  | —                              | —       |
| Astana         | 3000 m         | Martina Sáblíková | 4:03,28  | Claudia Pechsteinová | 4:03,59  | Diane Valkenburgová  | 4:05,36  | —                              | —       |
| Heerenveen     | 5000 m         | Martina Sáblíková | 6:58,87  | Claudia Pechsteinová | 7:02,92  | Stephanie Beckertová | 7:04,77  | —                              | —       |
| Hamar          | 3000 m         | Martina Sáblíková | 4:05,88  | Stephanie Beckertová | 4:06,42  | Ireen Wüstová        | 4:06,57  | 21. (div. B) Karolína Erbanová | 4:29,58 |
| Heerenveen     | 5000 m         | Martina Sáblíková | 6:52,50  | Stephanie Beckertová | 6:53,36  | Claudia Pechsteinová | 7:05,37  | —                              | —       |
| Berlín         | 3000 m         | Martina Sáblíková | 4:03,14  | Stephanie Beckertová | 4:05,62  | Claudia Pechsteinová | 4:07,64  | —                              | —       |
|                |                |                   |          |                      |          |                      |          |                                |         |
| Celkové pořadí | Celkové pořadí | Martina Sáblíková | 650 bodů | Stephanie Beckertová | 410 bodů | Claudia Pechsteinová | 405 bodů | 48. Karolína Erbanová          | 0 bodů  |

### Závod s hromadným startem
| Místo          | 1. místo             | Sprint. body (čas) | 2. místo             | Sprint. body (čas) | 3. místo                   | Sprint. body (čas) |
| -------------- | -------------------- | ------------------ | -------------------- | ------------------ | -------------------------- | ------------------ |
| Astana         | Mariska Huismanová   | 25 b. (7:26,53)    | Claudia Pechsteinová | 25 b. (7:26,61)    | Kim Po-rum                 | 10 b. (7:26,85)    |
| Heerenveen     | Mariska Huismanová   | 33 b. (8:23,46)    | Claudia Pechsteinová | 20 b. (8:24,13)    | Foske Tamar van der Walová | 15 b. (8:23,47)    |
| Berlín         | Claudia Pechsteinová | 28 b. (8:52,06)    | Mariska Huismanová   | 19 b. (8:52,32)    | Anna Rokitová              | 13 b. (8:52,60)    |
|                |                      |                    |                      |                    |                            |                    |
| Celkové pořadí | Mariska Huismanová   | 320 bodů           | Claudia Pechsteinová | 310 bodů           | Anna Rokitová              | 175 bodů           |

### Stíhací závod družstev
| Místo          | 1. místo                                                           | Čas      | 2. místo                                                          | Čas      | 3. místo                                                          | Čas      |
| -------------- | ------------------------------------------------------------------ | -------- | ----------------------------------------------------------------- | -------- | ----------------------------------------------------------------- | -------- |
| Čeljabinsk     | Kanada Brittany Schusslerová Cindy Klassenová Christine Nesbittová | 3:02,07  | Nizozemsko Ireen Wüstová Diane Valkenburgová Marrit Leenstraová   | 3:02,72  | Rusko Julija Skokovová Jekatěrina Lobyševová Jekatěrina Šichovová | 3:03,37  |
| Heerenveen     | Kanada Brittany Schusslerová Christine Nesbittová Cindy Klassenová | 3:00,01  | Rusko Jekatěrina Lobyševová Jekatěrina Šichovová Julija Skokovová | 3:02,38  | Jižní Korea I Ču-jon No Son-jong Kim Po-rum                       | 3:03,18  |
| Hamar          | Rusko Jekatěrina Lobyševová Jekatěrina Šichovová Julija Skokovová  | 3:04,83  | Polsko Natalia Czerwonková Luiza Złotkowská Katarzyna Woźniaková  | 3:05,57  | Jižní Korea Kim Po-rum I Ču-jon No Son-jong                       | 3:05,65  |
| Berlín         | Kanada Cindy Klassenová Christine Nesbittová Brittany Schusslerová | 3:01,03  | Jižní Korea Kim Po-rum I Ču-jon No Son-jong                       | 3:03,29  | Rusko Jekatěrina Lobyševová Jekatěrina Šichovová Julija Skokovová | 3:04,51  |
|                |                                                                    |          |                                                                   |          |                                                                   |          |
| Celkové pořadí | Kanada                                                             | 390 bodů | Rusko                                                             | 355 bodů | Jižní Korea                                                       | 320 bodů |

## Grand World Cup
| Pořadí | Jméno            | Body  |
| ------ | ---------------- | ----- |
| 1.     | Kjeld Nuis       | 84    |
| 2.     | Stefan Groothuis | 81,5  |
| 3.     | Shani Davis      | 80    |
| 4.     | Håvard Bøkko     | 68    |
| 5.     | Jorrit Bergsma   | 63,5  |
| 6.     | Mo Tche-pom      | 52,25 |
| 7.     | Denny Morrison   | 50,5  |
| 8.     | Bob de Jong      | 47    |
| 9.     | Alexis Contin    | 43    |
| 10.    | Sven Kramer      | 41    |

| Pořadí | Jméno                 | Body   |
| ------ | --------------------- | ------ |
| 1.     | Christine Nesbittová  | 116,25 |
| 2.     | Martina Sáblíková     | 86,5   |
| 3.     | Ireen Wüstová         | 85     |
| 4.     | Claudia Pechsteinová  | 79,5   |
| 5.     | Jü Ťing               | 65     |
| 6.     | Marrit Leenstraová    | 63     |
| 7.     | Margot Boerová        | 49,75  |
| 8.     | I Sang-hwa            | 49,5   |
| 9.     | Jenny Wolfová         | 40,25  |
| 10.    | Heather Richardsonová | 39     |
|        |                       |        |
| 32.    | Karolína Erbanová     | 6      |